# Setepenre
Setepenre, známá i jako Sotepenre, což lze přeložit jako „Vyvolená bohem Re“, byla staroegyptská princezna z 18. dynastie; žila na vrcholu amarnského období a byla šestou a poslední dcerou královského páru faraona Achnatona jeho Velké královské manželky Nefertiti. 

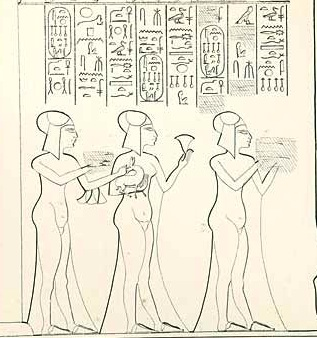
Deska z 12. roku panování faraona Achnatona. Zleva doprava: Setepenre, Neferneferure, Neferneferuaten Tasherit

## Rodina
Setepenre se narodila mezi 9. a 11. rokem vlády jejího otce Achnatona ve městě Amarna. Měla pět starších sester: Meritaton, Meketaton, Anchesenpamon, Neferneferuaton Tasherit, Neferneferure. Jejím nevlastním bratrem byl Tutanchamon. Z otcovy strany byli její prarodiče Amenhotep III. a Teje, z matčiny strany Aj II. a Iuy.

## Život
Jedno z nejsatrších vyobrazení Setepenre je na fresce z královského domu v Amarně. Tato freska se datuje do přibližně 9. roku Achnatonova panování a znázorňuje celou královskou rodinu. Princezna je zde zobrazena jako dítě sedící na klíně své matky Nefertiti. Freska je však hodně poškozená a z princezny Setepenre zbývá pouze ruka.
Další dochovaná deska zobrazuje všech šest princezen na slavnostech během 12. roku Achnatonovy vlády. Podle egyptologů se jedná o obřad přijímání zahraničních poct, který proběhl osmého dne druhého měsíce zimy. Tato událost byla vyobrazena zobrazenav několika amarnských hrobkách, například hrobce úředníka Huye a velekněze Meryra II. Zatímco Achnaton s Nefertiti sedí a jsou jim vzávány holdy, jejich dcery stojí za nimi vyrovnané od nejstarší k nejmladší. Setenpere stojí hned vedle své sestry Neferneferure, která drží gazelu a malá Setepenre toto zvíře hladí. 

## Smrt
Vzhledem k tomu, že v hlavní pohřební místnosti královské hrobky v Amarně jsou uvedena jména pěti princezen (chybí Neferneferure), ale vyobrazeny jsou pouze čtyři (chybí Neferneferure a Setepenre), předpokládají egyptologové, že Setepenre zemřela dříve než pátá princezna Neferneferure a to buď ve 13., nebo 14. roce Achnatonova panování. Dříve se myslelo, že jako první z dcer Achnatona a Nefertiti zemřela princezna Meketaton, ale podle novějších výzkumů se zdá (neboť není vyobrazena na fresce zachycující truchlení rodiny nad smrtí druhé princezny Meketaton), že první z šestice princezen, která se odebrala na onen svět byla právě Setepenre a to ještě dříve, než dosáhla věku šesti let. Zemřela pravděpodobně před dokončením pohřební místnosti a její tělo bylo do hrobky uloženo až později.